# Карельський берег
Каре́льський бе́рег — історична назва західного узбережжя Білого моря.
Простягається від Кандалакської затоки до річки Кем. Є північною ділянкою Прибіломорської низовини.
Назва закріпилася з XV століття, коли Марфа Борецька та Соловецький монастир скупили землі й рибні лови, на яких лежали села з карельським населенням.
Має декілька глибоко врізаних заток-губ (Княжа, Ковда, Чупа тощо), уздовж берега — низка островів (найбільші — Великий, Оленячий, Кереть, Пежострів, Никитин). Північна частина більш піднесена й порізана, ніж південна. На березі хвойна рослинність. Багато боліт. 
На узбережжі розташований заповідник «Кандалакський».
Найважливіший порт — Кем. Інші населені пункти на березі — Чупа, Кузема, Федосіївка, Біле Море, Зеленоборський, Лісозаводський, Ковда, Чкаловський, Гридино і Калгалакша.
На Карельському березі в Біле море впадають річки: Лупче-Савино, Вірма, Канда, Небло, Ковда, Кузема, Калга.
Ділянки моря, прилеглі до берега, є місцем рибного промислу.